# Issoire Aviation

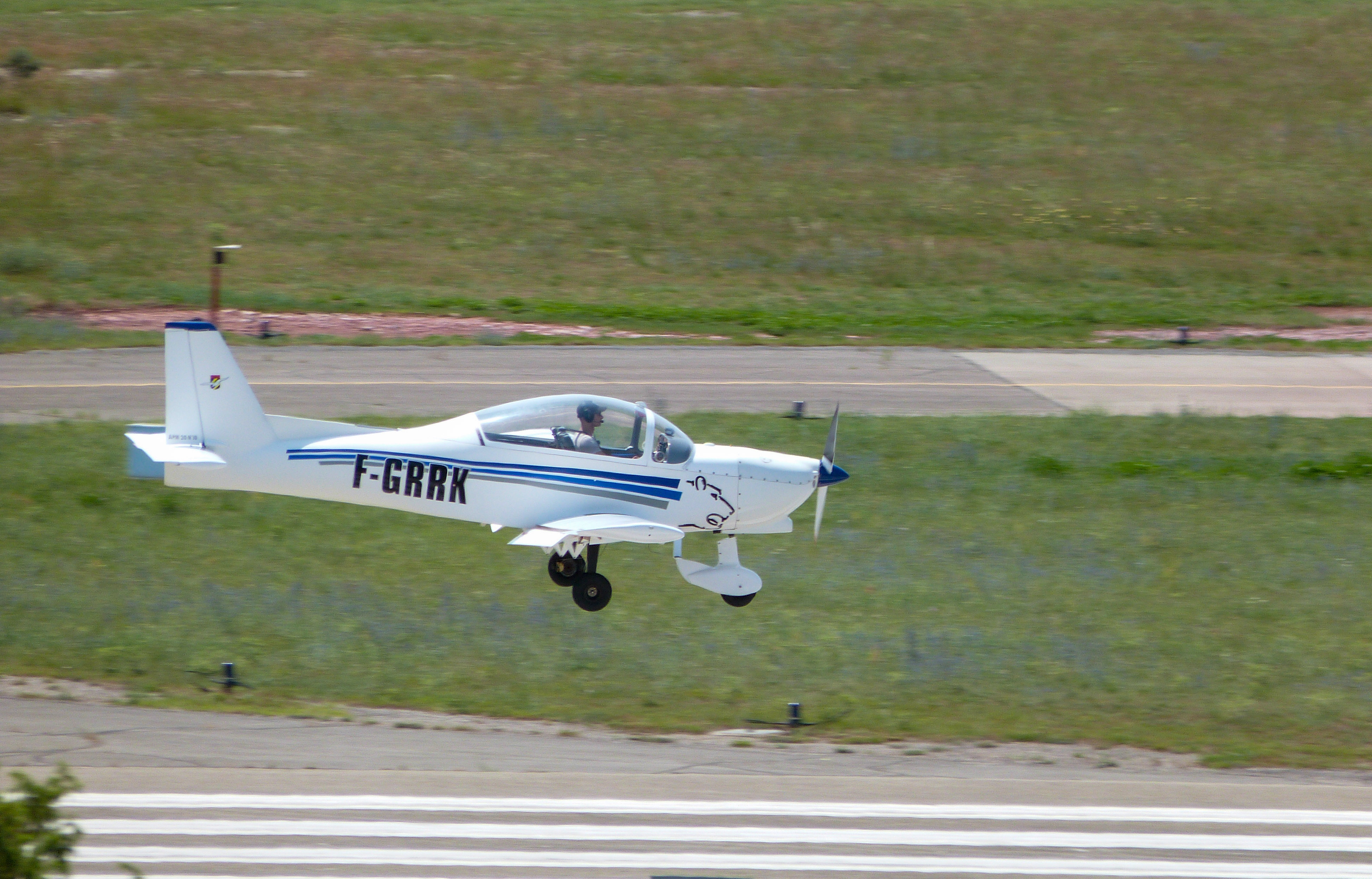
Un APM 20 Lionceau d'Issoire Aviation atterrissant à Aubenas.

Issoire Aviation, installé à Issoire, à 30 kilomètres de Clermont-Ferrand, est une société de construction aéronautique qui a été créée en 1978 pour reprendre l'activité de Wassmer Aviation. Elle a été reprise par Philippe Moniot en 1995 et est aujourd'hui une filiale du groupe Rex Composite.
Issoire Aviation réalise des pièces en matériaux composites, notamment pour l'aéronautique (Ses composants se retrouvent dans les Airbus, des hélicoptères d'Airbus hélicoptère, [précédemment Eurocopter] ou encore des avions militaires Dassault). Elle produit également les avions légers en composite APM 20 Lionceau (biplace) et APM 30 Lion (triplace) et développe l'APM 40 Simba (quadriplace), conçus par Philippe Moniot.
Avec le Lionceau, c'est Issoire Aviation qui a construit le premier avion au monde tout carbone certifié sous la norme VLA (Very Light Aircraft). 